# جدول ميداليات دورة الألعاب الأولمبية الشتوية 1952
جرت دورة الألعاب الأولمبية الشتوية عام 1952 في أوسلو، النرويج، في الفترة ما بين 14 و25 فبراير 1952. وشارك في الدورة ما مجموعه 694 لاعبا يمثلون 30 لجنةً أولمبيةً وطنية (NOCs)، في 22 حدثا و6 رياضات.
ثلاثة عشر لجنة أولمبية حصلت على ميدالية واحدة على الأقل، وحصل ثمانية على ميدالية ذهبية واحدة على الأقل. وفازت عشرة لجنات على الأقل بميدالية واحدة، ومن بينها النرويج الفائزة بالدورة والحاصلة على ست عشرة ميدالية منها سبع ذهبيات. وجاءت الولايات المتحدة (أحد عشر ميداليات، أربع ذهبيات) وفنلندا (تسع ميداليات، ثلاث ذهبيات) في الترتيب الثاني والثالث في جدول الميداليات، على التوالي.
وكان النرويجي يالمار أندرسين والألمانية ميرل بوخنر أكثر اللاعبين الفائزين بالميداليات، مع ثلاث ميداليات لكل منهما. حصلت هولندا أول ميدالية دورة ألعاب أولمبية شتوية بعد فوز كيس بروويكمان وويم فان دير فورت بثلاث ميداليات فضية بينهما في التزلج السريع. قدمت البرتغال ونيوزيلندا لأول مرة في دورة ألعاب أولمبية شتوية، ولكن لم تفز أي من الدولتين بميدالية.

## أحداث الدورة
كانت أوسلو أول مدينة إسكندنافية تستيضيف دورة ألعاب أولمبية شتوية. فاز الرياضيون من الدولة المضيفة بميداليات أكثر من أي دولة أخرى. فاز سائق شاحنة هيلمار أندرسن بثلاثة من أصل أربعة أحداث تزلج سريع، وفاز سيمون سلاتفيك وسفيري ستينرسين بذهبية وبرونزية في لعبة nordic combined. وحل أرنفين بيرغمان وتوربيورن فالكانير في المركز الأول والثاني في رياضة القفز التزلجي، ومنع القافز المتزلج السويدي كارل هولمشتروم اكتساحا نرويجيا.
بعد انقطاع دام 16 عاما من المنافسة الأولمبية كانت عودة ألمانيا مظفرة، وحازت على سبع ميداليات وثلاث ذهبيات. كما فازت بميداليات ذهبية في منافسة الزلاجة الجماعية بلاعبين وأربعة لاعبين. كانت النتائج لكلا الحدثين متطابقة مع الولايات المتحدة وسويسرا حيث حصلتا على فضية وبرونزية. وذهبت ميدالية ذهبية أخرى لألمانيا للزوج والزوجة بول وريا فولك، والذين فازا بمنافسة زوجية مختلطة. وحصل ميرل بوخنر على ثلاث ميداليات في التزلج على جبال الألب.
احتل ويم فان دير فورت من هولندا المركز الثاني في 1500 متر واحتل مواطنه كيس بروويكمان المركز الثاني في سباقات 5000 و 10000 متر. وكانت هذه أول ميداليات تحصل عليها هولندا في دورة ألعاب أولمبية شتوية. وحصلت بريطانيا العظمى بميدالية وحيدة من قبل جانيت آلتويغ، التي أصبحت ثاني امرأة بريطانية تفوز بمسابقة التزلج على الجليد للسيدات. ديك بوتون وجيمس غروغان من الولايات المتحدة فازا بميداليتين ذهبية وبرونزية في منافسات التزلج على الجليد للرجال.
فاز الرياضيون الفنلنديون بتسع ميداليات وثلاث ذهبيات في دورة الألعاب. وسيطروا على جميع منافسات البلاد، بحيازتهم على ثمانية من أصل اثني عشر ميدالية ممكنة. وتنافست النساء لأول مرة في منافسات فنلند واكتسحت الحدث المتزلجات ليديا وايدمان وميريا هييتاميس وسيري رانتانين. فاز فايكو هاكولينين بسباق 50 كيلو متر رجال في بداية مشواره الأولمبي الذي توج بسبع ميداليات، ثلاثة منها ذهبية.
وفازت كندا ببطولة هوكي الجليد. وانتهت اللعبة بالتعادل مع الولايات المتحدة في عدد الميداليات الذهبية، ولا تسمح القواعد الدولية في ذلك الوقتبالوقت بدل الضائع، لذلك حصلت كندا على الميدالية الذهبية بفارق الأهداف. وكانت كندا قد فازت بجميع المنافسات سوى بطولة هوكي أولمبية واحدة حتى الآن، في عام 1956 دخل الفريق السوفياتي المسابقة وانتهت المنافسة بهيمنة كندية.

## جدول الميداليات
يستند جدول الميداليات على المعلومات المقدمة من قبل اللجنة الأولمبية الدولية. افتراضيا، هذا الجدول مرتب حسب عدد الميداليات الذهبي. وجاء عدد الميداليات الفضية ثانيا في الترتيب وبعد ذلك عدد الميداليات البرونزية. إذا تساوى عدد الميداليات بين الدول، فإنها ترتب ألفبائيا.
وكان هناك تعادل على المركز الثالث في منافسة 500 متر للرجال في التزلج السريع، لذلك منحت ميداليتان برونزيتيان.

لفرز هذا الجدول حسب الدولة، ومجموع الميداليات، أو أي عمود آخر، انقر على الرمز  بجانب العنوان الخاص بالعمود.

  البلد المضيف (النرويج)
| الترتيب | منتخب                        | ذهبية | فضية | برونزية | المجموع |
| ------- | ---------------------------- | ----- | ---- | ------- | ------- |
| 1       | قالب:FlagIOCteam1            | 7     | 3    | 6       | 16      |
| 2       | قالب:FlagIOCteam1            | 4     | 6    | 1       | 11      |
| 3       | قالب:FlagIOCteam1            | 3     | 4    | 2       | 9       |
| 4       | قالب:FlagIOCteam1 [ملاحظة 1] | 3     | 2    | 2       | 7       |
| 5       | قالب:FlagIOCteam1            | 2     | 4    | 2       | 8       |
| 6       | قالب:FlagIOCteam1            | 1     | 0    | 1       | 2       |
| 6       | قالب:FlagIOCteam1            | 1     | 0    | 1       | 2       |
| 8       | قالب:FlagIOCteam1            | 1     | 0    | 0       | 1       |
| 9       | قالب:FlagIOCteam1            | 0     | 3    | 0       | 3       |
| 10      | قالب:FlagIOCteam1            | 0     | 0    | 4       | 4       |
| 11      | قالب:FlagIOCteam1            | 0     | 0    | 2       | 2       |
| 12      | قالب:FlagIOCteam1            | 0     | 0    | 1       | 1       |
| 12      | قالب:FlagIOCteam1            | 0     | 0    | 1       | 1       |
| المجموع | المجموع                      | 22    | 22   | 23      | 67      |

^ ملاحظة 1. ويوضح جدول ميداليات اللجنة الأولمبية الدولية الميداليات التي فازت بها كل من «ألمانيا» و «جمهورية ألمانيا الاتحادية (1950-1990)»، والتي تم جمعها معا. ويشير التقرير الرسمي لهذه الألعاب إلى ألمانيا، وليس ألمانيا الغربية أو جمهورية ألمانيا الاتحادية.